# Max Allihn
Heinrich Max Allihn (* 31. August 1841 in Halle (Saale); † 14./15. November 1910 in Halle (Saale); Pseudonym: Fritz Anders) war ein deutscher Schriftsteller, evangelischer Pfarrer und Lehrer sowie Amateurfotograf.

Fritz Anders (Max Allihn) als Pfarrer und Schriftsteller. Fotografie mit seinem schriftstellerischen Pseudonym

Sein vielfältiges literarisches Werk umfasst ästhetische und technische Schriften zur künstlerischen Fotografie (Piktorialismus), zu Kunst, Musik und Pädagogik, sowie humoristische Heimatromane und teils kritische Gesellschaftsstudien des bürgerlichen Lebens um 1900. Mit seinen ästhetischen und theoretischen Reflexionen sowie den technischen und praktischen Handbüchern zur Fotografie hat Allihn viele wichtige Überlegungen zur Strömung des Piktorialismus beigetragen.

## Leben
Allihn wurde als Sohn von Friedrich Heinrich Theodor Allihn (1811–1885) und Henriette Ida Allihn geboren. Er hatte eine Schwester, Marie. Der Vater lehrte als Privatdozent an der Universität Halle und war zusammen mit Tuiskon Ziller, ab 1872 mit Otto Flügel, Herausgeber der Zeitschrift für Exacte Philosophie im Sinne des neueren philosophischen Realismus. Seine Kindheit und Jugend verbringt Max Allihn in. Dort entwickelte sich seine Freundschaft zum Nachbarskind und Jugendfreund Friedrich Schaper.
Allihn verwarf seine anfänglichen Überlegungen, Maler zu werden, und studierte stattdessen in Halle (Saale) und in Leipzig Evangelische Theologie. Während seines Studiums in Halle gründete er 1864 die Shakespeare-Gesellschaft, die spätere Burschenschaft Rhenania. Während seines Studiums begegnete er den philosophischen Ansätzen des akademischen Philosophen Hermann Lotze und denen Johann Friedrich Herbarts, die seine schriftstellerischen Texte und seine Tätigkeit als Pfarrer und Lehrer maßgeblich prägten. 1872 wurde Allihn Pfarrer in Dingelstädt. Vier Jahre später kehrte er in Richtung seiner Geburtsstadt zurück und nahm 1876 eine Stelle als Archidiakon in der evangelischen Gemeinde in Weißenfels an. Dort lernte er seine zwanzig Jahre jüngere Frau Auguste Martha Thiemann kennen. Die beiden heirateten am 12. Mai 1884. Ein Jahr später, 1885, wird Allihn Pfarrer und Kreisschulinspektor in Athenstedt bei Halberstadt, wo er mit seiner Frau und den vier Kindern Elisabeth, Joachim, Fritz und Thea lebte. Bis zu seinem Tod 1910 wohnte er mit seiner Familie in dem ländlichen Pfarrhaus in Athenstedt.
Angebote für beruflich höhere Stellen oder einen Umzug nach Berlin lehnte Allihn zeitlebens ab und bevorzugte stattdessen das ruhige Leben auf dem Land: „Er wollte nicht von seinem Amt völlig aufgefressen werden, er brauchte Zeit für seine anderen Interessen.“ Allihns gute berufliche Stellung ermöglichte ihm, seine vielfältigen Interessen und ausgeprägten Amateurtätigkeiten zu verfolgen. Neben der schriftstellerischen Tätigkeit wird von einer gut ausgestatteten Werkstatt mit eigener Dunkelkammer und Hobelbank berichtet, die Allihn für die Entwicklung eigener Fotografien und für handwerkliche Tätigkeiten nutzte. Er versuchte sich zudem als Taschenspiel- und Zauberkünstler, worüber er 1890 ebenfalls ein Buch verfasste.
Allihn starb 1910 in Halle (Saale).

## Werk

### Philosophische Inspirationen und erste Texte
Bereits während seiner Studienzeit in Halle und Leipzig veröffentlichte Allihn Texte zu pädagogischen, philosophischen und kunstgeschichtlichen Themen. Der Aufsatz Die Philosophie der Künste nach Lotze erschien 1869 in der von Allihns Vater herausgegebenen Zeitschrift für Exacte Philosophie. Er behandelt den Ansatz in der Ästhetik, das äußerlich Schöne nur in seiner Vereinigung mit dem innerlich Wertvollen als verehrungswürdig zu erachten und bezieht diesen im Konkreten auf die Musik. Allihns Text gründet sich, wie alle Beiträge in der betreffenden Zeitschrift, auf die Philosophie Hermann Lotzes und Johann Friedrich Herbarts.
Ein Jahr darauf schrieb Allihn zwei Artikel zur Ästhetik in der Pädagogik (1870) und Ueber die pädagogische Behandlung von Kunstformen (1870). Diese erschienen in Publikationsorganen des Vereins für wissenschaftliche Pädagogik, der ebenfalls die herbartianische Philosophie zur Grundlage hat. Herausgeber des Jahrbuchs des Vereins, in dem Allihn veröffentlicht, war zu der Zeit Tuiskon Ziller.
1871 behandelte Allihn ein kunstgeschichtliches Thema und schrieb über die Kupferstiche Albrecht Dürers. Er widmete das Buch „[s]einem Freunde Fritz Schaper“. Allihn wählte dabei eine kulturhistorische Methodik, die sich von der kunstgeschichtlichen Forschung zu dieser Zeit unterscheidet. Damit hat er einen neuen Weg der Interpretation eingeschlagen, den er wie folgt beschreibt: „Eine culturhistorische Behandlung hat die Bezüge zwischen Kunst und Leben in den kleinsten Einzelnheiten [sic!] aufzusuchen; für sie ist Geringes höchst werthvoll und Unbedeutendes höchst bedeutend.“ In dem Buch deutet Allihn Dürers Melancholiekupferstich als „Temperamentbild“ und untersucht die Kupferstiche auf historisch-kulturwissenschaftlicher Grundlage. Peter-Klaus Schuster stuft Allihns Dürer-Studien deshalb als einen wesentlichen Beitrag für die Dürer-Forschung ein. Nach seiner Einschätzung sei mit Allihns Versuch „bereits all das als Vermutung ausgesprochen, was dreißig Jahre später von Giehlow und dann bei Warburg und Panofsky/Saxl zum Hauptinteresse der Forschung wird“. Dieses sei „das historische Verständnis des Dürerschen Melancholiekupferstiches durch seine Einordnung in die Bildtradition und Ideengeschichte der Temperamentenlehre und ihrer astrologischen Implikationen.“

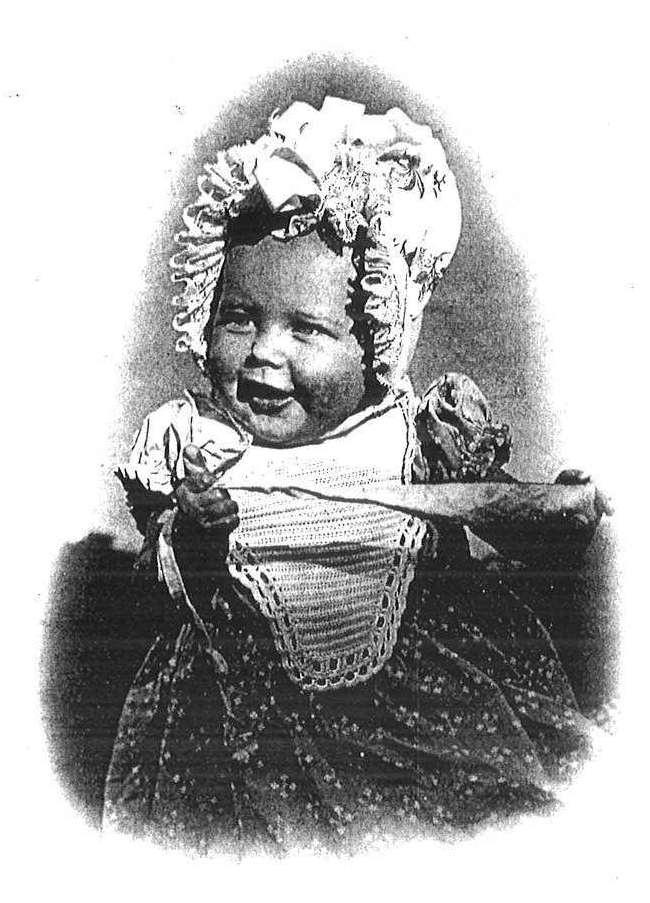
„Kinderbild“. Fotografie von Max Allihn, 1891. Abgedruckt in: Der Amateur-Photograph (1891)

### Kunstfotografie
Von 1889 bis 1902 verfasste Allihn eine Vielzahl von Texten zur Kunstfotografie und veröffentlichte eigene Fotografien. Den Beginn der „sogenannte[n] künstlerischen Fotografie“ verortete er im Jahr 1898. Einige seiner Aufsätze waren wichtige Impulse für die Legitimation der Fotografie als Kunst. Zudem bestimmt er darin theoretische und ästhetische Kategorien des künstlerisch-fotografischen Bildes. Viele seiner Beiträge veröffentlichte Allihn in der Monatszeitschrift Der Amateur-Photograph und in der Photographischen Rundschau. In Der Amateur-Photograph wurde 1891 auch seine Fotografie Kinderbild abgedruckt. Im Kommentar zu dieser Kunstbeilage wird Allihn als „geschätzter Mitarbeiter“ bezeichnet, was auf seine rege und angesehene Mitarbeit schließen lässt. 1895 schrieb er ein Handbuch über die Grundlinien der Amateur-Photographie. 1899 publiziert er Die Photographie – ein theoretisches und technisches Handbuch, welches versucht, die Fotografie „voraussetzungsfrei darzustellen“ und sich so „an jedermann [wendet]“. Das Buch ist nach einer Rezension in der Photographischen Rundschau jedoch „nicht frei von Fehlern und Irrtümern“. Ein Jahr darauf schrieb er den Artikel Neue Wege, in dem er scharfe Kritik an der Institutionalisierung und Ästhetik der Kunstfotografie übt.

#### Anfänge
Max Allihn nimmt innerhalb der Amateurbewegung des Piktorialismus eine klassische Position ein. Durch seinen Beruf als Pfarrer und Lehrer war er finanziell abgesichert und konnte sich in seiner Freizeit intensiv seinen Nebenbeschäftigungen und dem Schreiben über diese widmen. Obwohl Allihn das ruhige Leben in Athenstedt schätzte, reiste er häufig nach Berlin und pflegte dort seine Kontakte zu alten Freunden. Vor allem traf er sich mit Friedrich Schaper, der als Maler und Grafiker in Berlin lebte und in enger Verbindung mit Alfred Lichtwark (Hamburg) stand. In diesen Kreisen machte Allihn die Bekanntschaft mit anderen Künstlern, Schriftstellern und Fotografen, mit denen sich ein reger Austausch entwickelte. Die dort erfahrenen neuen Anregungen und Ideen weckten sein Interesse an ästhetischen Fragen, vor allem an der piktorialistischen Fotografie.

#### Fotografie als Kunst und das Amateurwesen
Allihn hat eine klare Trennung von Berufsfotografen und Amateuren vorgeschlagen, wobei er erstere als „Techniker“, letztere als „Künstler“ bezeichnet. Es sei ein Techniker am Werk, wenn „auch mit noch so grosser Fertigkeit nach hergebrachten Regeln gearbeitet wird“. Somit seien alle Berufsfotografen, „auch solche, die hervorragendes leisten“, reine Techniker, da sie ihre Bilder nach überlegten Kriterien und Kompositionsregeln erstellen. Für ein künstlerisch wertvolles Bild hingegen müsse der Fotograf die subjektive und lebhafte Empfindung des Schönen zulassen, die „die Dinge in schöpferischer Weise gestaltet“. Dies könne seiner Ansicht nach nur der Amateurfotograf.
Der Amateurfotograf erfüllt nach Allihns Argumentation zwei Grundvoraussetzungen, die Bedingung für die Entstehung einer künstlerischen Fotografie sind: Zum einen benötige er genügend Zeit, sich dem Sujet zu widmen und seinen Blick zu schulen. Zum anderen darf nicht die Notwendigkeit bestehen, mit dem Fotografieren Geld zu verdienen. Allihn betont mehrfach, es gehe bei der künstlerischen Fotografie nicht um Ansehen und Geld, sondern ausschließlich um amateurhaftes Kunstschaffen und Idealismus. Ein drittes Kriterium für die Entstehung künstlerischer Bilder ist für Allihn die Kombination aus Begabung und Studium: einer „natürlichen Gabe“ von künstlerischem Sehen und künstlerischer Auffassung, sowie das „vom vielen Sehen gebildete Auge“.

#### Correspondenz-Verein von Freunden der Photographie
Um das fotografische Sehen zu schulen und gute Bilder zu produzieren, hat Allihn bereits 1889 von der Notwendigkeit des ausgiebigen Studiums piktorialistischer Fotografien geschrieben: „Die Hauptsache ist: Sehen! Vieles und Gutes Sehen!“ Die Wichtigkeit des Studiums von bedeutenden Kunstwerken betonte auch stets Alfred Lichtwark, der wichtigste Förderer der piktorialistischen Bewegung in Hamburg. Doch die Amateurbewegung hat viele weit verstreute Personen aus unterschiedlichen Ländern eingeschlossen, die aufgrund hauptberuflicher Bindungen oder des abgelegener Wohnorte nur selten die Möglichkeit hatten, fotografische Ausstellungen zu besuchen. Allihn suchte deshalb nach anderen Mitteln, den Bilderaustausch zu ermöglichen und die Kommunikation unter den Amateurfotografen zu verbessern. 1889 stellte er seinen Entwurf, 1890 bereits das Konzept für die Begründung eines Correspondenz-Vereins von Freunden der Photographie vor. Ein solcher Verein sei „[im Stande], einen Ersatz für photographische Ausstellungen zu bieten“, wie im Amateur-Photograph berichtet wurde.

#### Fotografie und bildende Kunst
Allihns frühes Schreiben über Kunst und sein Interesse daran haben auch seine Texte zur künstlerischen Fotografie geprägt. Diese soll sich seiner Ansicht nach stets an der Ästhetik der Malerei orientieren. Die kompositorischen Prinzipien der Malerei sowie den Blick des Malers auf die Welt hat er stets als Vorbild für die Fotografie gesehen. Oftmals vergleicht er in seinen Texten das fotografische Sehen mit dem Sehen eines Malers, wobei letzteres immer vorbildhaft dargestellt wird: „Wer kein Auge hat, wer von künstlerischer Auffassung keine Idee hat, der soll lieber die Finger davon [von der Fotografie] lassen.“ Oft finden sich in seinen fotografischen Texten Vergleiche mit Malern. Bei der Frage des Einsatzes von Licht zur ästhetisch-kompositorischen Gestaltung des Bildes bezieht sich Allihn auf Rembrandt und Tizian.  Auch Alfred Lichtwark betont stets die Orientierung an Kunstwerken, vor allem an denen Rembrandts. Diese seien besonders für Landschaftsfotografien die passendste und verwandteste Schulung des Auges.

#### Ästhetik und Theorie der künstlerischen Fotografie

##### Fotografisch-technisches Bild vs. subjektives Augen-Bild
Allihn hat zwei unterschiedliche Arten von Bildern unterschieden: Das mit dem technischen Apparat festgehaltene, objektiv-konstruierte, „unwahre“ Bild; und das vom menschlichen Auge als spezifischer Ausschnitt gesehene, subjektive Bild, das in einer geistigen Kombinationsleitung des Gehirns entsteht. Zur terminologischen Abgrenzung hat Allihn vorgeschlagen, den Begriff Bild nur für subjektive Bilder zu verwenden: „Ist es [dem Fotografen] gelungen, ein dem Augenbilde entsprechendes Bild zu schaffen, so sagt man: Ja wohl, das ist ein Bild; ist es ihm nicht gelungen, so sagt man: Das ist eine Photographie.“
Der Fotoapparat fixiert mittels eines technischen, photochemischen Verfahrens Lichtreize auf einer sensiblen Platte. So wird ein künstlich-„unwahres“, lichtempfindliches Bild erzeugt, das das menschliche Auge ohne Zwischenschaltung dieses Apparats so nicht wahrnehmen könnte. Die mit der Erfindung der Fotografie oft als positiv gewerteten perspektivischen Übertreibungen sowie Momentaufnahmen nennt Allihn als Beispiele für eine nicht menschliche, unnatürliche Weise zu sehen. Aus diesem Grund, so Allihn, erscheinen dem Menschen solche Fotografie oft künstlich und unnatürlich.
Die Aufgabe der Kunstfotografie hat Allihn folglich darin gesehen, das rein technische Erzeugnis des fotografischen Apparats in das Subjektiv-Naturnahe zu übersetzen, das dem menschlichen Sehen entspricht. Fotografien seien folglich nur dann Bilder mit Kunststatus, wenn sie das menschliche Sehen bestmöglich nachempfinden. Diese subjektiven Bilder seien der „Gegenstand künstlerischer Darstellung“.
Darauf bezogen kritisierte Allihn 1896 auch Heinrich Kühns fotoästhetisches Prinzip. Seinen frühen Gummidruck Dämmerung (1896) stufte Allihn als nicht mit dem menschlichen Auge wahrnehmbares Bild ein: „Rechts und links ein paar dunkle Massen, in der Mitte ein heller Streifen, der einen Weg oder einen Bach vorstellen kann […]. Das Bild ist ein Irrthum. […]. So wie Kühn die Welt wiedergibt, hat sie noch niemand gesehen und wenn er noch so die Augen zukneift. Hoffentlich kommt Herr Kühn von seinem Irrwege bald zurück […].“

##### Der Fotograf als Künstler
Dem Fotografen und seiner künstlerischen Leistung kommt im Kontext der künstlerischen Fotografie eine wesentliche Bedeutung und ein hoher Stellenwert zu. Nach Allihns ästhetischer Maxime der künstlerischen Fotografie soll der Fotograf das technische und objektive Bild derart bearbeiten, dass es dem subjektiven Sinneseindruck des menschlichen Sehens bestmöglich entspricht. Um dies zu erreichen, müsse er „allerlei Hilfen und Beleuchtungskünste anwenden“. Die subjektive, zielgerichtete und künstlerische Einflussnahme des Fotografen auf das Bild mit allen möglichen Mitteln ist somit maßgebend für die Qualität einer künstlerischen Fotografie. Der fotografische Prozess wird so zum kreativen Akt erklärt und die Fotografie als Kunst legitimiert.

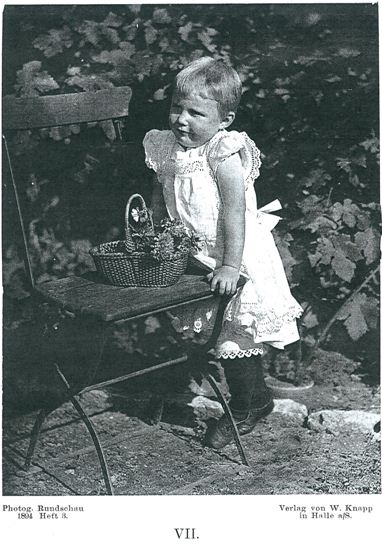
„Kind mit Blumenkorb“. Fotografie von Max Allihn, 1894.

##### Das Sujet
Der Hauptgegenstand künstlerischer Fotografie ist für Allihn die Landschaftsaufnahme. Die hauptsächliche fotografisch-künstlerische Leistung sieht er in der Selektion des richtigen kompositorischen Ausschnittes: „[…] das Bild von malerischer Wirkung in der umgebenden Natur zu sehen und richtig herauszuschneiden.“ Die Leistung des Liebhabers besteht also in der Auswahl des richtigen Standpunktes in der Natur und in der Wahl der passenden natürlichen Beleuchtung. Auch dabei habe sich der Fotograf an der Malerei zu orientieren: „Die Stellung, welche man malend suchen würde diese ist auch für die photographische Aufnahme die richtige.“
An zweiter Stelle steht das Genrebild. Momentaufnahmen von sich bewegenden Menschen oder Tieren sollen ebenfalls streng nach künstlerischen Gesichtspunkten konzipiert sein. Kompositorisch sei es bedeutend, einen Hauptzweck im Bild zu wählen und auf ablenkende Detailvielfalt zu verzichten. Die drei Fotografien, die von Allihn selbst bekannt sind, zeigen persönliche Motive: Zwei Kinderbilder und eine Frau im Sessel, die als Barmherzigkeit betitelt ist.

##### Stimmungsbild
Unter dem sogenannten Stimmungsbild versteht Allihn eine Fotografie, bei der die Landschaft – vorwiegend das Waldinnere – gegen die Sonne aufgenommen wird. Die „Einheit und zugleich Gliederung“ komme nur dann ins Bild, wenn man gegen die fotografischen Regeln verstoßend mit Gegenlicht fotografiert. Dann stelle sich Geröll und die „federartigen Zweige der Buchen […] als leuchtendes Relief voreinander.“

##### Zur Unschärfe
Auch im Bezug auf die Unschärfe solle sich das künstlerische Bild am menschlichen Sehen orientieren. Dieses sei jedoch nicht im Inneren scharf und außen herum unscharf, sondern eine bewegte Mischung aus beidem. Daher kritisierte Allihn diese Art der Darstellung: „Es haben einmal etliche Maler, die von diesen Dingen [der Unschärfe] gehört hatten, die Natur, wie sie wirklich wahrgenommen wird, darstellen wollen, indem sie den Hauptpunkt ihres Bildes scharf und das Uebrige verschwommen malten, und sind gebührend damit ausgelacht worden.“  Da sich das Auge stets bewegt und zwischen Schärfe und Unschärfe wechselt, empfiehlt Allihn eine ausgewogene Mischung, die „gelinde Unschärfe“ im Bild.

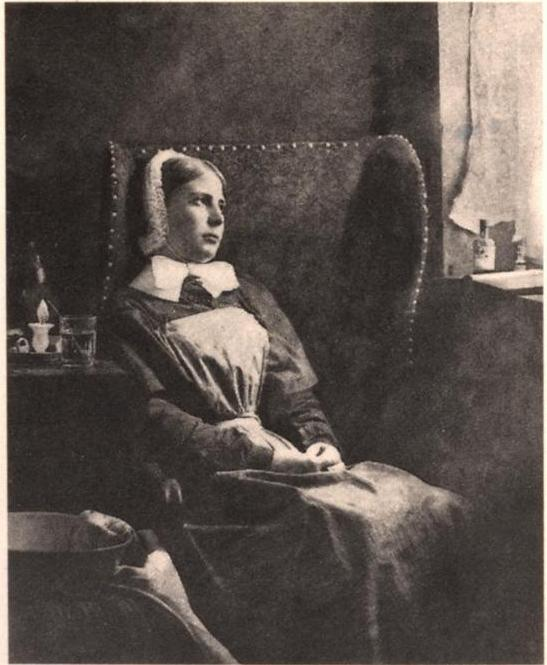
„Frau im Sessel“ / „Barmherzigkeit“. Fotografie (Heliogravure) von Max Allihn, 1902.

#### Kritik an der Kunstfotografie
1901 schrieb Allihn den Artikel Neue Wege, in dem er die Bewegung der Kunstfotografie kritisierte. Sein Beitrag wurde in der Photographischen Correspondenz veröffentlicht und in Der Amateur-Photograph – mit einem anerkennenden Kommentar versehen – erneut abgedruckt. Allihn stellt in dem Beitrag die grundsätzliche Frage: „Ist diese ganze Kunstrichtung [der künstlerischen Fotografie] erfreulich?“, und fährt mit einer umfassenden Kritik an der künstlerischen Fotografie und ihrer Institutionalisierung fort. Zunächst bemängelt er die Befangenheit der Preisrichter und Verleger, die nach seiner Ansicht in ihrer Auswahl nicht neutral sind: „Die Herren Verleger, welche die Gunst einer rührigen Minorität zu verlieren fürchten, thun natürlich mit und schmücken ihre Zeitschriften mit schönen Bildern neuester Richtung.“ Auch den Leser und Kunst- sowie Fotografie-Liebhabern sagt er nach, dass sie „diese Bilder im Geheimen abscheulich [finden].“
Im Konkreten missbilligt Allihn die Ästhetik der Bilder. Die Umwelt erscheine nicht so, wie sie eigentlich wahrgenommen wird: „Diese Heuhaufen mit Stielen, die Laub und Stamm bedeuten“, die Beleuchtung sei „unmöglich“, die Silhouetten „todt“ und die grobe Silberkörnung „rauh und ruppig“. An dieser Stelle greift Allihn auf die Vorstellung zurück, dass die Fotografie ein Bild zeigen soll, das sich mit dem subjektiven Wahrnehmungseindruck des menschlichen Auges deckt: „Ist das etwas, […] das überhaupt mit den Dingen hier auf Erden, wie sie nun einmal dem Auge erscheinen, Aehnlichkeit hat?“ Diese rhetorische Frage verneint Allihn in diesem Beitrag, da er streng piktorialistischen Bildern sogar ihren Kunstwert abspricht: „Muss man sich nicht wundern, wie man in ihnen künstlerische Werthe gesucht hat, die gar nicht darin stecken[…]?“
Ein Jahr später, 1902, publiziert Allihn in Die Kunst in der Photographie noch die Fotografie einer (vermutlich seiner eigenen) „Frau im Sessel“. Die Fotografie trägt den zweiten, allegorischen Titel „Barmherzigkeit“. Nach 1902 sind keine fotografischen Publikationen mehr nachgewiesen. Bis zu seinem Tod schreibt Allihn weiterhin Prosatexte sowie Beiträge zu Musik und Religion.

### Musik
Von 1887 bis zu seinem Tod 1910 hat Allihn eine Vielzahl von orgelbautechnischen Aufsätzen und Büchern geschrieben. Zudem verfasste er ein Buch zum Bau und der Pflege der Hausinstrumente Klavier und Harmonium sowie weitere Bücher über das Harmonium, das er auch selbst spielte. Besonders bedeutend ist das von Allihn im Jahr 1888 neu herausgegebene Lehrbuch der Orgelbaukunst, das der Organist Johann Gottlob Töpfer 1856 Für den Gebrauch des Orgelbauers, Orgelrevisors, Organisten und Architekten verfasst hatte. Das Lehrbuch war ein Standardwerk der Orgelbaukunst und wird heute noch zitiert.
In der Zeitschrift für Instrumentenbau, die von Paul de Wit in Leipzig herausgegeben wurde, erschienen regelmäßig Beiträge von Allihn. Diese behandeln hauptsächlich technische Fragen des Orgelbaus, insbesondere zu Orgelpfeifen, Pneumatik und zu neuen musiktechnischen Entwicklungen wie moderne Orgeldispositionen und die neue elektrische Orgel.

## Zitate
„Die Culturgeschichte für sich erfreut sich einer lebhaften Förderung, ebenso wie die Kunstgeschichte für sich; das was fehlt, ist eine solide Brücke zwischen beiden Gebieten. Diese aber liesse sich nur mit vereinten Kräften und bei Theilung der Arbeit herstellen.“

„Da nun der Künstler das Abbild der Natur so wiedergibt, wie es sich ihm subjektiv gestaltet, nicht wie es errechnet oder photographiert wird, so folgt, dass für ihn Naturwahrheit die Uebereinstimmung mit seinem subjektiven Bilde bedeutet, ferner, dass auch der Photograph, wenn er Künstler sein will, das Erzeugnis seines Apparates ins Subjektiv-Naturwahre übersetzen, dass er sein Objektiv bevormunden und sein Copirverfahren beweglich gestalten muss.“

„Gerade darum schätzen wir den Künstler und die Kunst, weil sie Lehrer unseres eigenen Auges, Interpreten unserer eigenen Empfindung sind, weil sie eine Welt von Eindrücken erschliessen, die der Nichtkünstler ohne die helfende Gestaltung des Kunstwerks nicht haben würde, und wir schätzen ihn umso mehr, je mehr es ihm gelingt, unsere innere Zustimmung zu erlangen.“

## Werke

### Literarische Werke

#### Schriften zu  Philosophie, Pädagogik und Religion
- Die Aesthetik in der Pädagogik. In: Allgemeine Schulzeitung 47, Verein für wissenschaftliche Pädagogik. Darmstadt und Leipzig 1870.
- Was giebt und nimmt uns die moderne Weltanschauung. Halle a. Saale 1898.
- Apologetische Vorträge. Gehalten von Geistlichen der Diöcese Halberstadt; Max Allihn, Albert Bärthold, Paul Brinckmann, Ernst Hermes, Reinhold Koch, Otto Richter. E. Strien: Halle a. d. Saale 1898.
- (F.A.): Beitrag in: Neue Christoterpe 1910. Ein Jahrbuch. Richard Mühlmann Verlagsbuchhandlung: Halle a. d. Saale 1910.

#### Schriften zur  Fotografie
- Die Photographie als Kunst. In: Der Amateur-Photograph, 3. Jahrgang, Nr. 25, 26, 27. Düsseldorf 1889, S. 1–5, 23–25, 35–37.
- Die Dunkelkammer / Haltbare Lösungen / Correspondenz-Verein von Freunden der Photographie. In: Der Amateur-Photograph, 4. Jahrgang 1890, S. 33–40 / S. 67–69 / S. 169–171.
- Photographie und Manier. In: Photographische Rundschau 8 (1894), S. 345–348; 364–367.
- Die Grundlinien der Amateur-Photographie. Ein kleines Handbuch für Anfänger wie auch für Geübte. Liesegang's Verlag: Düsseldorf 1895.
- Blitzlicht-Aufnahmen. In: Photographische Rundschau 9 (1895), S. 141–146, 187f.
- Über Naturwahrheit. In: Photographischer Almanach für das Jahr 1897. Düsseldorf 1897. S. 46–52.
- Das subjektive Bild. In: Die Kunst in der Photographie 2 (1898), 2. Jahrgang, S. 26–31.
- Die Photographie. Möschke: Leipzig 1899.
- Neue Wege. In: Photographischer Almanach für das Jahr 1901, 15. Jahrgang,  Düsseldorf 1901. Rezensiert und in Auszügen wieder abgedruckt in: Der Amateur-Photograph, 1901, Nr. 171, S. 40–42.

#### Schriften zu Kunst und Literatur
- (M.A.): Die Theorien der Künste nach Lotze. In: Zeitschrift für exakte Philosophie. Hrsg.: Friedrich Heinrich Th. Allihn / T. Ziller, Band 8 (1869), S. 281–299.
- (M.A.): Ueber die pädagogische Behandlung von Kunstformen mit besonderer Beziehung auf die Poesie. In: Jahrbuch des Vereins für wissenschaftliche Pädagogik. Hrsg.: Tuiskon Ziller. Gräbner: Leipzig 1870, S. 9.
- (M.A.): Dürer-Studien. Versuch einer Erklärung schwer zu deutender Kupferstiche A. Dürers von culturhistorischem Standpunkte. Hermann Vogel / Rudolph Weigel‘s Buchhandlung: Leipzig 1871.
- (M.A.): Auf Goethespuren. In: Daheim. Ein deutsches Familienblatt mit Illustrationen. Verlag Daheim-Expedition (Velhagen & Klasing): Leipzig und Bielefeld 1885.
- (F.A.): Kleinstädtereien I. Was weiss das deutsche Volk von Goethe? In: Daheim. Ein deutsches Familienblatt mit Illustrationen. 22. Jahrgang, Nr. 19. Verlag Daheim-Expedition (Velhagen & Klasing): Leipzig und Bielefeld 1886, S. 297–300.

Zitiert in: Goethe-Jahrbuch. Hrsg.: Ludwig Geiger. Band 8, Rütten & Loening: Frankfurt a. M. 1887.

#### Musiktheoretische Schriften
Die Schriften und Aufsätze zu musiktheoretischen Themen sind alle mit „H. M. Allihn“ gekennzeichnet.
- Die Theorie und Praxis des Orgelbaues. Zweite völlig umgearbeitete Auflage des „Lehrbuches der Orgelbaukunst“ von Johann Gottlob Töpfer. Für den Gebrauch des Orgelbauers, Orgelrevisors, Organisten und Architekten. Hrsg.: H. M. Allihn. B. F. Voigt: Weimar 1888.
- Die Hausinstrumente Klavier und Harmonium, ihr Bau, ihre Stimmung, Pflege und Besserung. Ch. F. Vieweg: Quedlinburg 1891.
- Die größte Orgel Deutschlands. In: Daheim. Ein deutsches Familienblatt mit Illustrationen. Verlag Daheim-Expedition (Velhagen & Klasing): Leipzig und Bielefeld 1893.
- Wegweiser durch die Harmoniummusik m. Erläuterungen, C. Simon: Berlin 1894. 156 Seiten.
- Verzeichnis von Harfen-Harmonium-Ensemblemusik, Melodramen und Weihnachtsmusik mit Harmonium, Aufsätze, Rezensionen und Anzeigen. C. Simon: Berlin 1894.
- Einiges über Harmoniumbau, Harmoniumspiel und Harmoniumnoten. C. Simon: Berlin 1894. 33 Seiten.
- Die Pflege des musikalischen Teils des Gottesdienstes. Waisenhaus: Halle a. d. Saale 1906.
- (F.A.): Das Duett in As-Dur und Anderes. Novellen und Skizzen. Mühlmann: Halle a. d. Saale 1908/1910.

#### Prosa
Für seine schriftstellerischen Texte verwendet Allihn – wenn nicht anders angegeben – das Pseudonym Fritz Anders.
- Der junge Generalstab im Harz. Nach den Tagebüchern der Expedition erzählt. Velhagen u. Klasing: Bielefeld und Leipzig 1878.
- Skizzen aus unserem heutigen Volksleben. F.W. Grunow: Leipzig 1891–1903, zuletzt 1925 gesammelt in einem Band abgedruckt.

Darin enthalten: Der Brandschaden; Königs Geburtstag; Eine Geschichte, in der rein gar nichts geschieht; Was der Herr Konsistorialrat für Erfahrungen machte; Was weiß das deutsche Volk von Goethe; Ein Ehrenhandel; Mein erster Tag als Hauslehrer; Der Drang nach Höherem; Der alte Gottlieb; Eine Komödie; Schulnöte; Das rätselhafte Wild; Wie sich einer zwischen zwei Stühle setzte; Die Mönkeberger Kapelle; Von Steuern und Lasten; Der fiskalische Wald; Warm der Herr General von seiner Vorliebe für Hospitze zurückgekommen ist; Vom Herrn-Spielen; Das musikalische Kränzchen.
- Der junge Tausendkünstler. Praktische Anleitung zur Darstellung leichter und unterhaltender Taschenspielerkünste, Schattenspiele, Puppenkomödien u.s.w. mittels selbstgefertigter Apparate. Mit einem Vorwort von Wilhelm Widenmann. Velhagen und Klasing:  Bielefeld und Leipzig 1884/1890, Nachdruck:  Edition Olms: Zürich 1978.
- (M.A.) u. a.: Spiel und Sport. Mit teils farbigen Abbildungen auf Tafeln und im Text. Velhagen & Klasing: Bielefeld und Leipzig 1899.
- (M.A.): Die Brockenbahn. Verlag Daheim-Expedition (Velhagen & Klasing): Leipzig und Bielefeld 1899.
- Doktor Duttmüller und sein Freund. Eine Geschichte aus der Gegenwart. Roman. F.W. Grunow: Leipzig 1902.
- Herrenmenschen. Roman. F.W. Grunow: Leipzig 1905.
- Gesühnt. Erzählung.1909.
- Der Parnassus in Neusiedel. Roman. 1909.
- Tirol und die bayrischen Alpen. Eine Wanderung durch die bayrischen Alpen und Tirol in Wort und Bild. Koch: Halberstadt 1909.
- Glossen zu bekannten Texten. F.W. Grunow: Leipzig 1910.
- Vom Lachenden Leben. F.W. Grunow: Leipzig 1911.
- Gretulas Heirat. Letzte Skizzen aus unserem heutigen Volksleben. Mühlmann: Halle a. d. Saale, 5. Auflage 1911.
  - Neuauflage: Gretulas Heirat. Eine gar liebliche Historie aus dem Jahre des Unheils 1627. Schachdorf-Verlag, Schachdorf Ströbeck 2004, ISBN 3-937722-00-9.
- Endlich frei. Heiligenbeil Ostpr. : Ev. Gemeinschafts-Brüderhaus, 1921. 2. Auflage. Schriftenreihe „Rufe zur Freiheit“
- Der Brandschaden. Berlin:  Schriftenvertriebsanstalt, 1920.
- (F.A.): Lehrbücher an höheren Schulen und konfessioneller Friede. 1924.
- (F.A.): Lebendiges Neulatein. 2. Auflage. Aschendorff: Münster 1955.

### Literatur

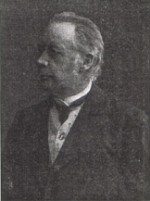
Max Allihn. Fotografie

### Fotografische Werke
- Kinderbild. Augenblicksaufnahme von M. Allihn in Athenstedt (1891). Fotografische Beilage in: Amateur-Photograph, Nr. 51, V. Jg., Liesegang’s Verlag: Düsseldorf 1891.
- Aufnahme von Pastor M. Allihn, Athenstedt (Kind mit Blumenkorb). Fotografische Beilage in: Photographische Rundschau, Heft 3, 1894.
- Barmherzigkeit (1902). Genre-Porträt einer Krankenschwester, möglicherweise seiner Frau als Krankenschwester. Fotografische Beilage in: Die Kunst in der Photographie, 1902.